# MAN TGL

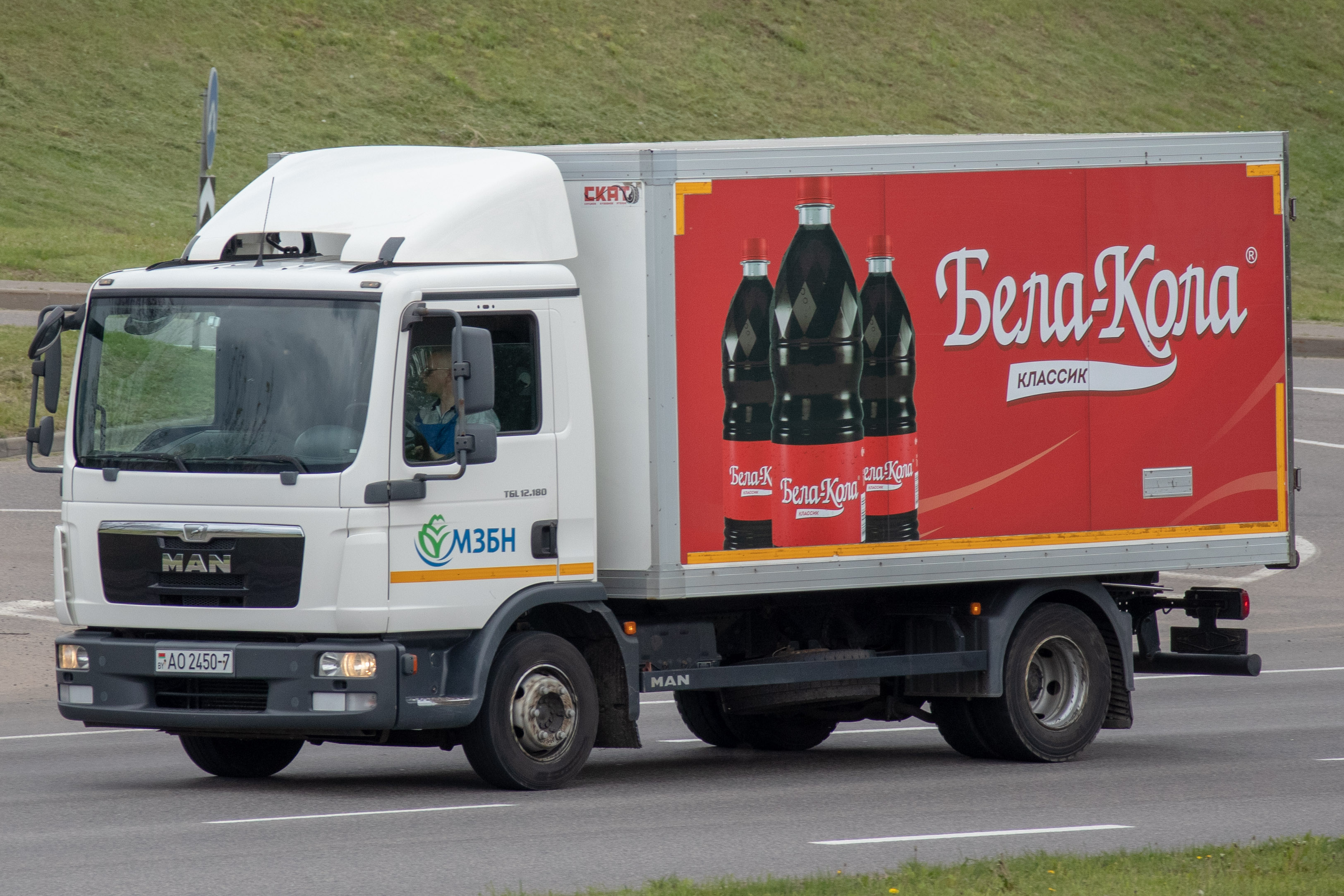
MAN TGL 12.180

MAN TGL — среднетоннажный грузовой автомобиль, выпускаемый компанией MAN с 2005 года. Он используется в зависимости от типа шасси и кабины, в самых разных областях перевозок: доставка грузов по городу, региону и на дальние расстояния, на стройках, в муниципальных городских и коммерческих службах. Шасси TGL отличает относительно низкая собственная масса, за счёт чего достигается грузоподъёмность при полной массе на 250 килограмм больше.
В 2006 году на выставке European Road Transport Show в Амстердаме грузовой автомобиль MAN TGL получил награду "Грузовик года".

## Описание
Конструктивный ряд TGL делится на четыре класса в зависимости от полной массы: 7,5, 8,10 и 11,99 тонн. Полная масса автопоезда равна 11,99 тонн, а для автомобиля полной массой 11,99 тонн, оснащённого двигателем мощностью 240 л. с. — 24 тонны. Автомобиль выпускается с кабиной С, имеет колёсную базу от 3300 до 4850 мм. Автомобили полной массой от 8 до 12 тонн имеют варианты кабин С (компактная), L (с одним спальным местом) и LX (с двумя спальными местами) и колёсные базы от 3050 до 6700 мм. При максимальной базе полезная длина грузовой платформы может доходить до 10 м. Все три кабины имеют ширину 2240 мм. Внутренняя высота кабин — 1569, 1645 и 1925 мм. Также на автомобиле может устанавливаться кабина DoKa с двумя рядами сидений.
Кабина фиксируется на четырёхточечных опорах и поднимается для доступа к двигателю гидравлическим устройством. Во всех кабинах используется система вентиляции и обогрева с фильтрами чистого воздуха. Устанавливают сиденья с подголовниками и встроенными ремнями безопасности, имеющими трёхточечное крепление. Сидения повышенной комфортабельности снабжены пневматическими рессорами, опорой для поясничного отдела позвоночника и подогревом. Есть так называемый пакет «комфорт» с климатической установкой, электрическими стеклоподъёмниками и солнцезащитными козырьками.
Автомобили оснащаются модернизированными рядными дизельными двигателями D08. 4-цилиндровые дизели D0834 имеют рабочий объём 4,58 л и мощность 150, 180, 206 и 220 л. с., 6-цилиндровые D0836 — 6,87 л мощностью 240 и 250 л. с. Моторы оборудованы непосредственным впрыском топлива Common Rail второго поколения фирмы Bosch, четырьмя клапанами на цилиндр, рециркуляцией отработанных газов, двухступенчатым турбонаддувом и двумя охладителями надувного воздуха. При установке оригинального пылевого фильтра MAN PM-Kat ® двигатели выполняют требования норм Евро-4 без применения дорогостоящей технологии SCR, при которой в систему выпуска должна впрыскиваться добавка AdBlue на основе дистиллированной воды и мочевины. При использовании на этих дизелях технологии SCR они будут соответствовать нормам Евро-5.
Двигатели под заказ снабжаются специальной системой торможения двигателем EVB (Exhaust Valve Brake), за счёт чего тормозная мощность может достигать 180 кВт. Двигатель мощностью 150 л. с. агрегатируется 5-ступенчатой коробкой передач ZF с ручным переключением Ecolite S5-42, 180 и 206 л. с. — 6-ступенчатыми типов Ecolite 6S-700/ 6S-800/ 6S-850/ 6S-1000. 4-цилиндровые моторы могут компоноваться теми же 6-ступенчатыми, но автоматическими коробками передач ZF AS Tronic Lite с системой MAN TipMatic ® , которая базируется на механической коробке ZF-Ecolite. Выбор скоростей производится электроникой, включение - через гидравлические цилиндры, также через гидроцилиндр автоматически выжимается механическое сцепление. С 6-цилиндровым двигателем устанавливается 9-ступенчатая механическая коробка ZF типа Ecomid 9S-1310, роботизированная 12-ти ступенчатая типа AS Tronic Mid 12AS-1210 или Eaton типа FS8309/FSO8309 — с восемью передними передачами и понижающей (Crawler).
| Модель                                      | Двигатель                                  | Объём см3                                  | Диаметр × ход поршня мм                    | Мощность кВт (л. с.) при об/мин            | Крутящий момент Н*м при об/мин             | ЭКО-Класс                                  | Система питания                            |
| 4-х цилиндровые рядные дизельные двигатели  | 4-х цилиндровые рядные дизельные двигатели | 4-х цилиндровые рядные дизельные двигатели | 4-х цилиндровые рядные дизельные двигатели | 4-х цилиндровые рядные дизельные двигатели | 4-х цилиндровые рядные дизельные двигатели | 4-х цилиндровые рядные дизельные двигатели | 4-х цилиндровые рядные дизельные двигатели |
| ------------------------------------------- | ------------------------------------------ | ------------------------------------------ | ------------------------------------------ | ------------------------------------------ | ------------------------------------------ | ------------------------------------------ | ------------------------------------------ |
| xx.150                                      | D0834LFL40                                 | 4580                                       | ø108 × 125                                 | 110 (150) 2400                             | 570 1400                                   | Евро-3                                     | Common Rail                                |
| xx.150                                      | D0834LFL50 D0834LFL53                      | 4580                                       | ø108 × 125                                 | 110 (150) 2400                             | 570 1400                                   | Евро-4 PM-Kat                              | Common Rail                                |
| xx.150                                      | D0834LFL63                                 | 4580                                       | ø108 × 125                                 | 110 (150) 2400                             | 570 1400                                   | Евро-5 Oxi-Kat                             | Common Rail                                |
| xx.150                                      | D0834LFL60                                 | 4580                                       | ø108 × 125                                 | 110 (150) 2400                             | 570 1400                                   | EEV PM-Kat                                 | Common Rail                                |
| xx.150                                      | D0834LFL66                                 | 4580                                       | ø108 × 125                                 | 110 (150) 2300                             | 570 1400                                   | Евро-6 SCR+CRT                             | Common Rail                                |
| xx.180                                      | D0834LFL41                                 | 4580                                       | ø108 × 125                                 | 132 (180) 2400                             | 700 1400                                   | Евро-3                                     | Common Rail                                |
| xx.180                                      | D0834LFL51 D0834LFL54                      | 4580                                       | ø108 × 125                                 | 132 (180) 2400                             | 700 1400                                   | Евро-4 PM-Kat                              | Common Rail                                |
| xx.180                                      | D0834LFL64                                 | 4580                                       | ø108 × 125                                 | 132 (180) 2400                             | 700 1400                                   | Евро-5 Oxi-Kat                             | Common Rail                                |
| xx.180                                      | D0834LFL61                                 | 4580                                       | ø108 × 125                                 | 132 (180) 2400                             | 700 1400                                   | EEV PM-Kat                                 | Common Rail                                |
| xx.180                                      | D0834LFL67 D0834LFL75                      | 4580                                       | ø108 × 125                                 | 132 (180) 2300                             | 700 1400                                   | Евро-6 SCR+CRT                             | Common Rail                                |
| xx.210                                      | D0834LFL42                                 | 4580                                       | ø108 × 125                                 | 151 (205) 2400                             | 830 1400                                   | Евро-3                                     | Common Rail                                |
| xx.210                                      | D0834LFL52 D0834LFL55                      | 4580                                       | ø108 × 125                                 | 151 (205) 2400                             | 830 1400                                   | Евро-4 PM-Kat                              | Common Rail                                |
| xx.220                                      | D0834LFL65                                 | 4580                                       | ø108 × 125                                 | 162 (220) 2400                             | 850 1300-1800                              | Евро-5 Oxi-Kat                             | Common Rail                                |
| xx.220                                      | D0834LFL62                                 | 4580                                       | ø108 × 125                                 | 162 (220) 2400                             | 850 1300-1800                              | EEV PM-Kat                                 | Common Rail                                |
| xx.220                                      | D0834LFL68 D0834LFL76                      | 4580                                       | ø108 × 125                                 | 162 (220) 2300                             | 850 1300-1800                              | Евро-6 SCR+CRT                             | Common Rail                                |
| 6-ти цилиндровые рядные дизельные двигатели |                                            |                                            |                                            |                                            |                                            |                                            |                                            |
| xx.240                                      | D0836LFL40                                 | 6871                                       | ø108 × 125                                 | 176 (239) 2400                             | 925 1200-1800                              | Евро-3                                     | Common Rail                                |
| xx.240                                      | D0836LFL50 D0836LFL53                      | 6871                                       | ø108 × 125                                 | 176 (239) 2300                             | 925 1200-1800                              | Евро-4 PM-Kat                              | Common Rail                                |
| xx.250                                      | D0836LFL63 D0836LFL69                      | 6871                                       | ø108 × 125                                 | 184 (250) 2300                             | 1000 1100-1750                             | Евро-5 Oxi-Kat                             | Common Rail                                |
| xx.250                                      | D0836LFL60                                 | 6871                                       | ø108 × 125                                 | 184 (250) 2300                             | 1000 1100-1750                             | EEV PM-Kat                                 | Common Rail                                |
| xx.250                                      | D0836LFL66 D0836LFL75                      | 6871                                       | ø108 × 125                                 | 184 (250) 2200                             | 1000 1200-1750                             | Евро-6 SCR+CRT                             | Common Rail                                |

Примечания:
PM-Kat: Particulate Matter (сажевый фильтр).
EEV: Enhanced Environmentally friendly Vehicle (автомобиль с повышенными экологическими качествами).
SCR: Selective Catalytic Reduction (селективная каталитическая нейтрализация) с AdBlue ® в качестве реагента.
CRT: Continuously Regenerating Trap (сажевый фильтр с постоянной регенерацией).
Автомобили изготавливаются с колёсной формулой 4*2. Подвеска — на параболических рессорах, сзади для всех классов автомобилей по тоннажу может устанавливаться пневмоподвеска с диапазоном вертикального перемещения до 200 мм. За счёт 17,5-дюймовых колёс машины имеют низкую посадку в кабину и небольшую высоту загрузки.
В 2008 году представлено обновлённое семейство TGL, которое получило решётку из блестящего чёрного пластика в стиле TGS/TGX. Полная масса грузовых автомобилей от 7.5 до 12 тонн. Новые автомобили получили такие же, как у TGX многофункциональный руль с кнопками и щиток приборов, новые вещевые отсеки и даже систему ESP на заказ.
На выставке IAA 2012 MAN Trucks также показал обновлённые грузовые автомобили моделей TGL и TGM. Они оснащаются двигателями Евро-4/6 и 6-цилиндровыми MAN D08 с системой common-rail. Для достижения норм Евро-6 эти системы дополнены технологией нейтрализации выхлопных газов SCRT с помощью мочевины AdBlue. Кроме того, все TGL и TGM используют стратегию регенерации HCI (Hydro Carbon Injection). 4-и 6-цилиндровые рядные двигатели D08 выдают от 110 кВт (150 л. с.) до 184 кВт (250 л. с.).
Интерьер выполнен в совершенно другом стиле: матовая алюминиевая отделка, поверхности из зернистого пластика и хромированные ручки кабины, отражающие атмосферу роскоши в кабине. Дверные панели были полностью переработаны. Яркая полоса цвета шампанского визуально разделяет интерьер на 2 части. Новая панель приборов стала более функциональна и удобна в использовании. Система кондиционирования стала более эффективной благодаря оптимизации воздушных потоков. Распределение воздушных потоков также было улучшено. TGL и TGM оснащаются радиосистемой MAN BasicLine с возможностью проигрывания CD-дисков.